# Hong Khaou
Hong Khaou, né le 22 octobre 1975 au Cambodge, est un réalisateur britannique.

## Biographie
Khaou est né au Cambodge est le plus jeune de quatre enfants de parents sino-cambodgiens. Il était âgé de quelques mois lorsque la famille a fui au Viêt Nam après la chute de Phnom Penh. Ils ont ensuite déménagé en Angleterre en tant que réfugiés politiques lorsque Khaou avait huit ans, Il obtenu en 1997 un Bachelor of Arts en production cinématographique au Surrey Institute of Art & Design de Farnham, où il obtient son diplôme en 1997.

## Filmographie

### Cinéma
Courts métrages
- 2005 : Waiting for Movement
- 2006 : Summer
- 2011 : Spring

Longs métrages
- 2014 : Lilting ou la Délicatesse (Lilting)
- 2019 : Mousson tropicale (Monsoon)

### Télévisions
- 2021 : Baptiste (4 épisodes)
- 2024 : Alice and Jack (4 épisodes)
- 2024 : Mr Loverman (7 épisodes)